# Микробиолошка активност биљака
Микробиолошка активност биљака је способност појединих биљних врста да лече различите болести због садржаја многих компоненти које су од велике терапеутске важности. Због учестале појаве резистентности микроорганизама на постојеће синтетичке антибиотике, у свету је у експанзији све је већа примена традиционалне медицинске фитотерапије као алтернативног облика лечења разних болести.

## Антибактеријско деловање биљака
Због све учесталије резистентности бактерија на велики број синтетских антибиотика, али и способности биљака да синтетишу биолошки активне материје, по дејству сличне антибиотицима, све већи значај добија примена препарата биљног порекла у контроли и сузбијању бактеија. 
Такође је употреба  биљака у прехрамбеној индустрији, уместо синтетичких конзерванаса, антиоксиданаса или других прехрамбених адитива, значајно порасла  последњих година.
Након великог броја истраживања, спроводених у циљу проналажења нових, природних антимикробних агенаса, утврђена је да се антимикробна активност биљака заснива на природним фенолним антиоксиданаса изолованих из појединих делова биљака. 
Биљни феноли представљају једну од главних група једињења одговорних за антиоксидантно понашање и за антимикробне ефекте биљака. Међу њима су флавоноиди, који су разноврсна и распрострањена група природних једињења уз групе најважнијих природни фенола, који поседују широк спектар биолошке активности укључујући и антибактеријско дејство.

## Квалитет антибактеријског деловање биљака
Употребна антибактеријска вредност биља зависи од количине лековитих компоненти које биље садржи. Количина неког састојка у биљци зависи од услова у којима је та биљка узгајана (надморска висина, температура, влажност...), периода брања (у различитим периодима вегетације различита је количина појединих састојака), начина брања, сушења и чувања. Сушењем се губи вода, па се на извесно време могу конзервирати лековити састојци. Рок трајања неке дроге (делова лековитог биља) зависи од врсте и услова чувања, а може бити од пар месеци до неколико година.

## Микробиолошка активност биљака у истраживању
Велики напредак у области хемијске синтезе, створио је простор за изналажењу нових лекова, међу којима и све више оних који потичу из материјала биљака. Многе од традиционално вековима прмењиваних биљака у народној и алгтернативној медицини, у истраживањима су показале своје ефикасно дејство, а биоактивне компоненте су екстраховане и изоловане.
Различити делови биљака (корен, лист, цвет, плод, стабљика, кора) успешно се користе за лечење многих болести, јер својим антиоксидативним и антимикробним дејством утичу на многе физиолошке процесе у организму, штитећи организам пре свега од слободних радикала и развоја непожељних микроорганизама.
У до сада спроведеним истраживањима бобичастог воћа такозване „црвене бобице”, које обухвата више од 1.500 врста, већином
у облику малих жбуња (купина, малина, јагода, боровница, рибизла, шипурак, глог, клека, трњина, трешња, вишња и дуд) утврђена је задовољавајућа антимикробна активност према неколико грам-позитивних и грам-негативних бактеријских врста. 
Минималне инхибиторне концентрације код „црвене бобице”, налазе се у опсегу од 2,24 до 17,96  mg/mL, док је минимална бактерицидна концентрација 2,24-35,91  mg/mL за сва испитивана екстракте. Екстракт лишћа је показао најбоље деловање од 2,24 / 2,24  mg/mL према грам-позитивној бактерији Стрептококус ауреус 25923 , што је у сагласности са највећом одређеном концентрацијом фенолних једињења.